# Cuciulata, Brașov
Cuciulata (maghiară:Kucsuláta, germană: Katscheloden) este un sat în comuna Hoghiz din județul Brașov, Transilvania, România.

## Denumirea
În prima atestare documentară (în anul 1372) Cuciulata purta numele de Kotzalad. Denumirea este de origine maghiară, vine din antroponimul de origine turcica Kocsola "Chociola" la care s-a adăugat sufixul toponimic maghiar -d (echivalent al românescului -ești). Alte menționări: în 1589 - Kucsalota, în 1637 Kucstulata, iar în 1648 Kociulata.

## Geografie
Cuciulata este situată pe malul sudic al Oltului, la poalele munților Perșani, fiind traversată de pârâul Lupșa. Drumul Județean 104 trece prin centrul satului iar Drumul Comunal 20 face legatura între Cuciulata și Lupșa.

## Istorie
Descoperirile arheologice indică existența unei așezari umane încă din epoca bronzului. De asemenea s-au descoperit ruinele unei cetăți dacice din Secolul I î.Hr. în locul numit Stogul lui Coțofan, în partea de SE a satului.
Prima atestare documentară în limba română a localității Cuciulata datează din 16 iulie 1372 și reprezintă un hrisov din vremea lui Vlaicu Vodă, zis Basarab al II-lea, domnul Țarii Românești.
Din registrul recensământului organizat în Ardeal, la cererea episcopului greco-catolic Inocențiu Micu-Klein, în anul 1733, aflăm că în localitatea românească Cuciulata erau recenzate 92 de familii, adică circa 460 de locuitori. În localitate erau recenzați doi preoți, ambii greco-catolici: Iuon și Platon, ale căror nume de familie nu le cunoaștem. În Cuciulata anului 1733 funcționa o biserică (greco-catolică) și exista o casă parohială. Mai aflăm, din aceeași conscripțiune, faptul că de pe fânețele parohiei se strângeau 9 care de fân. Cuciulata făcea parte din protopiatul Veneția de Jos (Archidiaconatus Venecziensis). Denumirea localității era dată în ortografie maghiară: Kucsuláta, întrucât rezultatele coonscripțiunii urmau să fie înaintate unei comisii formate din neromâni, în majoritate maghiari.
Până în 1918 cea mai mare parte a pământului era proprietate a grofilor(denumirea titlului de conte în maghiară). Dintre aceștia sătenii își amintesc de ultima generație, grofii Ieraru, Chiorniță și Bereski. În acest an Cuciulata devine comună în Regatul României iar Lupșa trece în administrația noii comune.
În 1921 are loc prima reformă agrară iar sătenilor li se împarte pământ din moșia grofului Bereski, acesta fiind despăgubit. O a doua împroprietărire are loc în 1945, de această dată din pământurile statului.
În 1968 este desființată comuna Cuciulata și satul trece sub administrația comunei Hoghiz.

### Monumente istorice

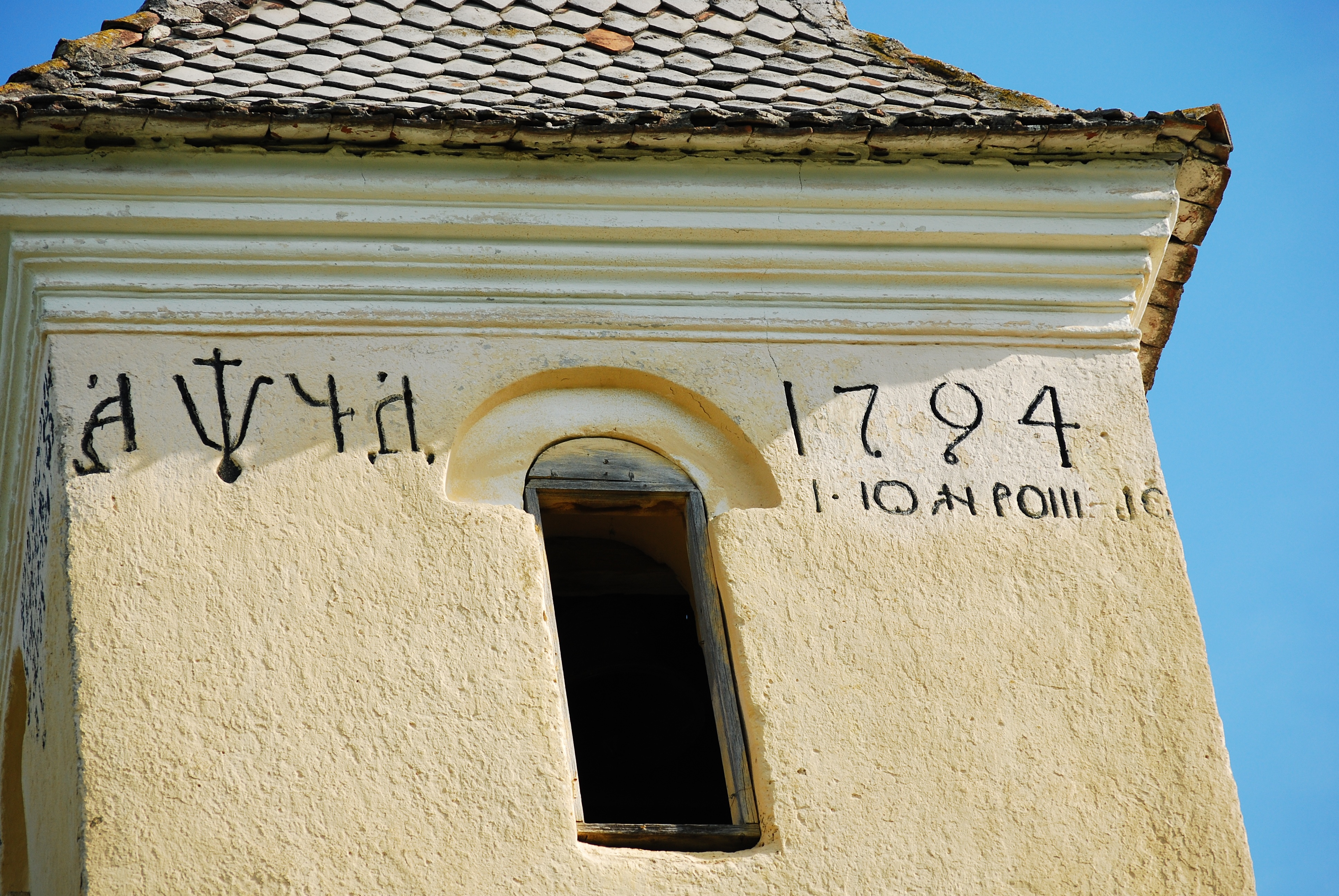
Turla bisericii Cuvioasa Paraschiva

- Biserica ortodoxă Cuvioasa Paraschiva datează din 1794.
- Casa memorială Aron Pumnul.
- Bisericuța din lemn.
- Ruinele dacice de la Stogul lui Coțofan.

### Descoperiri arheologice
În urma cercetărilor arheologice din zona Cuciulății s-au descoperit importante artefacte.
- În locul numit „Pleșița Pietroasă“ a fost identificată o așezare rurală marcată prin ceramică romană provincială.

- În vatra satului s-au descoperit fragmente ceramice romane provinciale și segmente dintr-un apeduct, iar în așezarea feudală de sec. VIII-IX, țigle romane au fost folosite la calota unui cuptor.

- La sud de punctul „Gruiul Văcarului“ s-au descoperit monede romane.

## Economie
Una din cele mai importante surse de venit a cuciulățenilor este Combinatul Lafarge-Romcim care produce ciment, folosind piatră de calcar din cariera locală de pe dealul Măgura. De asemenea agricultura și creșterea animalelor sunt o sursă importantă de venit. Pământurile Cuciulății sunt fertile, majoritatea terenului arabil aflându-se în lunca Oltului. Creșterea animalelor este facilitată de numeroasele pășuni din zona deluroasă, Poiana Popii și După Pleașă fiind două din cele mai importante. Apa potabilă este furnizată de pârâul Lupșa. Cuciulata are potențial turistic dar deocamdată activitățile turistice nu sunt promovate de autoritatea locală.

## Demografie
Conform recensământului din 2002 satul Cuciulata era locuit de 1335 de persoane. Din aceștia 1074 s-au declarat români, 8 maghiari, un german, iar restul de 252 rromi (majoritatea trăind în cătunul Băieși). De asemenea, 1228 sunt ortodocși, 86 penticostali, 2 catolici și un evanghelist.

### Populația istorică[6]
De-a lungul timpului populația satului Cuciulata a evoluat astfel:
| Recensământ | Recensământ | După confesiune | După confesiune | După confesiune | După confesiune | După confesiune | După confesiune | După confesiune | După confesiune | După confesiune | După etnie | După etnie | După etnie | După etnie | După etnie | După etnie | După etnie |
| Anul        | Total       | Ortodocși       | Greco-Catolici  | Romano-Catolici | Reformați       | Evanghelici     | Unitarieni      | Evrei           | Baptiști        | Penticostali    | Români     | Maghiari   | Germani    | Evrei      | Țigani     | Sârbi      | Slovaci    |
| ----------- | ----------- | --------------- | --------------- | --------------- | --------------- | --------------- | --------------- | --------------- | --------------- | --------------- | ---------- | ---------- | ---------- | ---------- | ---------- | ---------- | ---------- |
| 1850        | 1155        | 1043            | 76              | 18              | 8               |                 | 1               | 7               |                 |                 | 1042       | 26         | 2          | 7          | 78         |            |            |
| 1857        | 1407        | 1201            | 168             | 21              | 12              | 4               | 1               |                 |                 |                 |            |            |            |            |            |            |            |
| 1869        | 1553        | 1363            | 141             | 20              | 2               | 6               | 7               | 14              |                 |                 |            |            |            |            |            |            |            |
| 1880        | 1275        | 1193            | 60              | 2               | 7               | 2               | 3               | 8               |                 |                 | 1233       | 16         | 2          |            |            | 1          | 1          |
| 1890        | 1389        | 1210            | 36              | 28              | 78              | 1               | 24              | 12              |                 |                 | 1252       | 130        | 1          |            |            |            |            |
| 1900        | 1493        | 1341            | 35              | 25              | 58              | 1               | 17              | 16              |                 |                 | 1376       | 111        | 6          |            |            |            |            |
| 1910        | 1487        | 1280            | 64              | 28              | 74              | 9               | 14              | 18              |                 |                 | 1334       | 143        | 10         |            |            |            |            |
| 1920        | 1513        |                 |                 |                 |                 |                 |                 |                 |                 |                 | 1357       | 143        |            | 13         |            |            |            |
| 1930        | 1358        | 1223            | 88              | 19              | 14              | 4               | 7               | 3               |                 |                 | 1311       | 41         | 3          | 3          |            |            |            |
| 1941        | 1484        |                 |                 |                 |                 |                 |                 |                 |                 |                 | 1450       | 31         |            |            |            |            |            |
| 1956        | 1445        |                 |                 |                 |                 |                 |                 |                 |                 |                 |            |            |            |            |            |            |            |
| 1966        | 1222        |                 |                 |                 |                 |                 |                 |                 |                 |                 | 931        | 6          | 1          |            | 284        |            |            |
| 1977        | 1262        |                 |                 |                 |                 |                 |                 |                 |                 |                 | 1230       | 4          | 1          |            | 27         |            |            |
| 1992        | 1230        | 1165            |                 |                 |                 |                 | 2               |                 | 4               | 59              | 1027       | 2          | 1          |            | 200        |            |            |
| 2002        | 1335        | 1228            |                 | 2               |                 | 1               |                 |                 |                 | 86              | 1074       | 8          | 1          |            | 252        |            |            |

## Etnografie/Cultură

A doua zi de Crăciun tinerii vin îmbrăcați în costume tradiționale la biserică și colindă

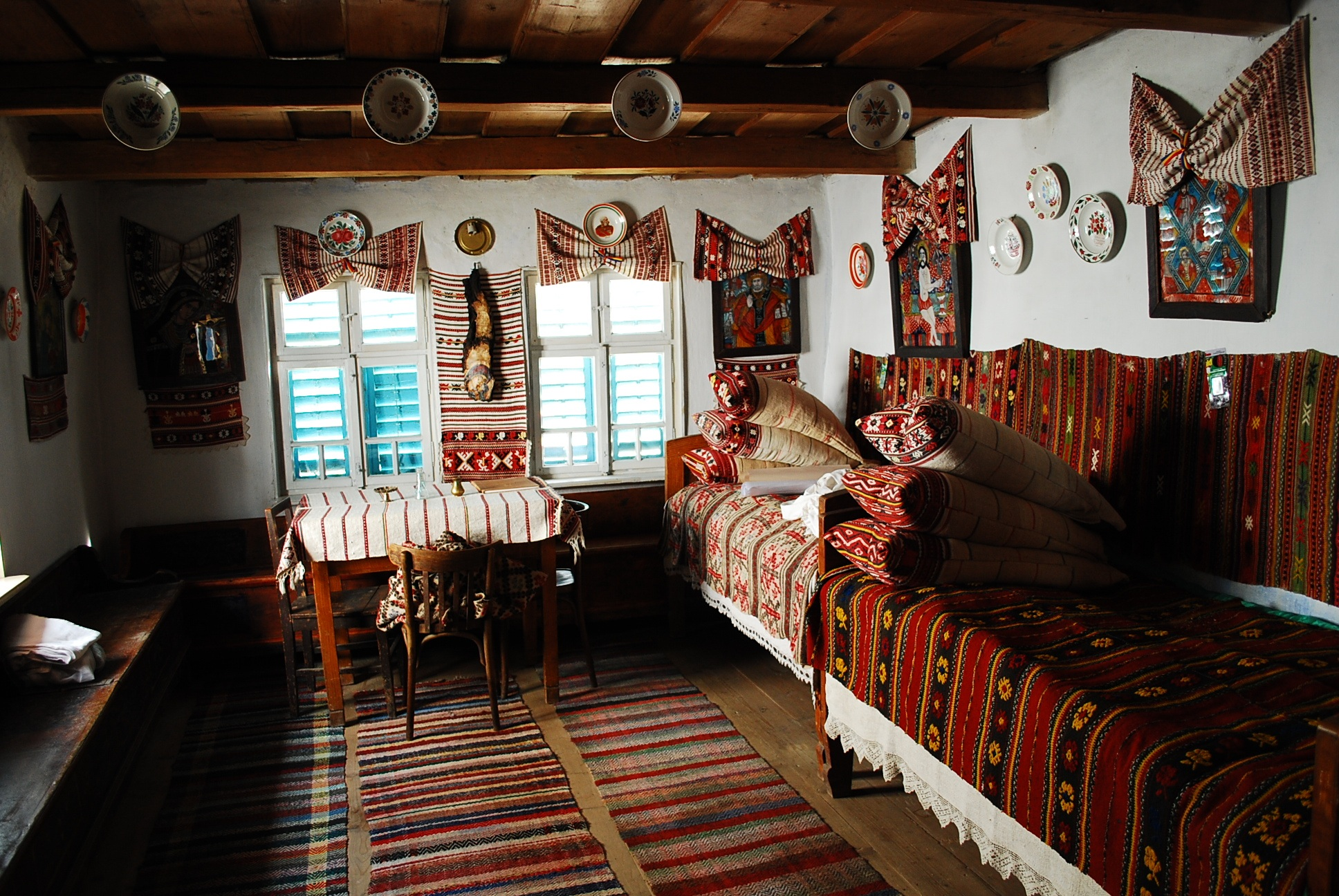
Interior de casă

### Tradiția
În satul Cuciulata tradiția și obiceiurile s-au păstrat destul de bine de-a lungul anilor. Din obiceiurile de iarnă sunt de menționat Irozii, Turca și Turca de bivol. De Bobotează lumea se strânge la pârâul Lupșa și preotul sfințește apa. Primăvara, satul organizează Plugarul, un obicei ce simbolizează începutul anului agricol.

### Portul
Portul din Cuciulata este format din ie, fote la copii si sort (de vara si de iarna) la fete si femei, fusta, cheptar pentru iarna si ilic pentru vara.

### Cultură
Înainte de 1918 în Cuciulata funcționa o școală românească sponsorizată și întreținută de sat. În fiecare an se sărbătorește "fosnicul".
Cuciulata are o publicație locală, Foaie de Cuciulata, al cărei redactor este Vasile Strâmbu.

## Administrație/Politică
Primarul comunei Hoghiz, din care face parte Cuciulata este Ion Șerban. Din administrație mai fac parte viceprimarul Ioan Boțoman și secretara Vilhelmina Fulop. Preotul satului este Mircea Comșa. În Cuciulata există oameni care doresc să promoveze satul Cuciulata la statut de comună, statut pierdut în urmă cu câteva zeci de ani. De asemenea s-a propus schimbarea denumirii localității în Aron Pumnul . Cătunul Baieși face parte din satul Cuciulata și este locuit în totalitate de țigani.

## Personalități

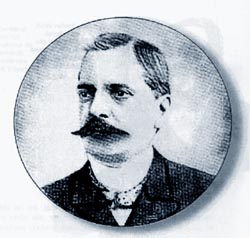
Aron Pumnul a fost fruntaș în Revoluția de la 1848

- Aron Pumnul, cărturar român, personalitate a revolutiei de la 1848 și profesor al lui Eminescu
- Sonia Cluceru, actriță
- Gheorghe Moraru, preot
- Gheorghe Buzdugan, membru al Academiei Române
- Viorel Morariu[8], rugbist
- Din Cuciulata au participat la mișcarea de rezistență anticomunistă din munții Făgăraș: Ermil Roșală, Ioan Câcit și Aron Clem.[9]

## Galerie foto

### Tradiții

Feciori îmbrăcați în costumație tradițională colindă satul cu Turca
Turca este jucată într-o casă din Cuciulata
Obiceiul Bărdăhoazele la scurt timp după Anul Nou
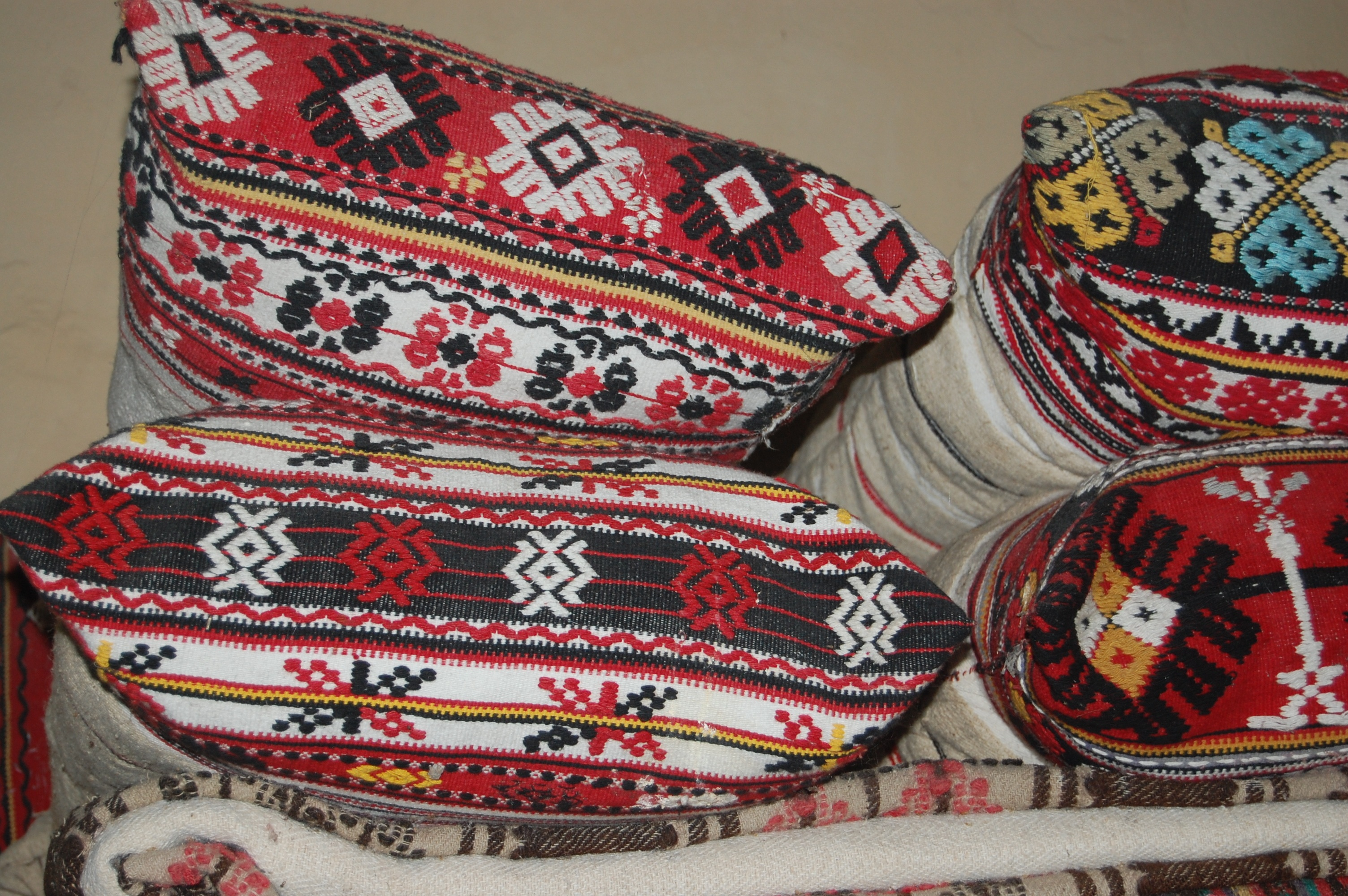
Arta traditionala: perne
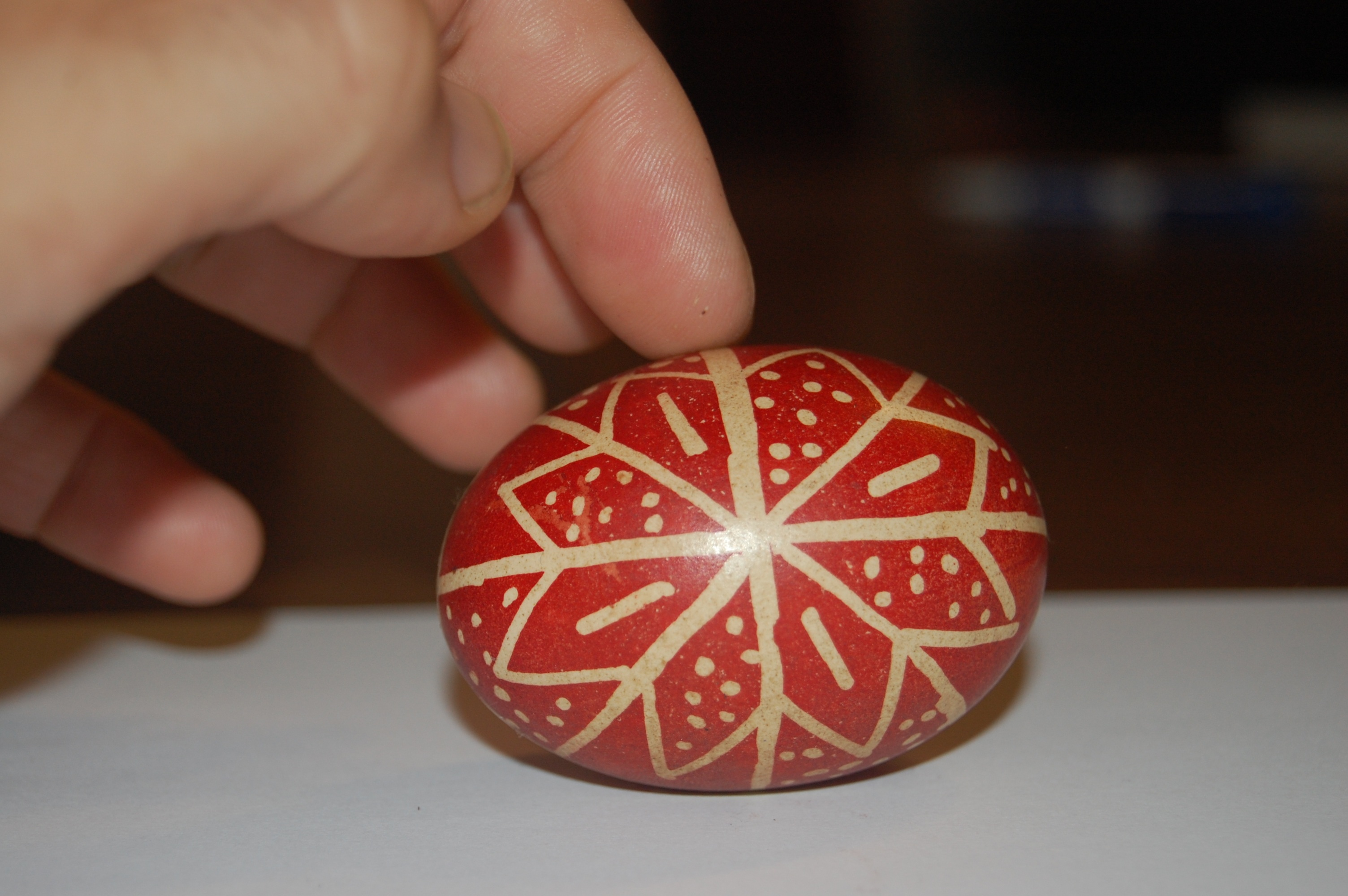
Arta traditionala: ou incondeiat
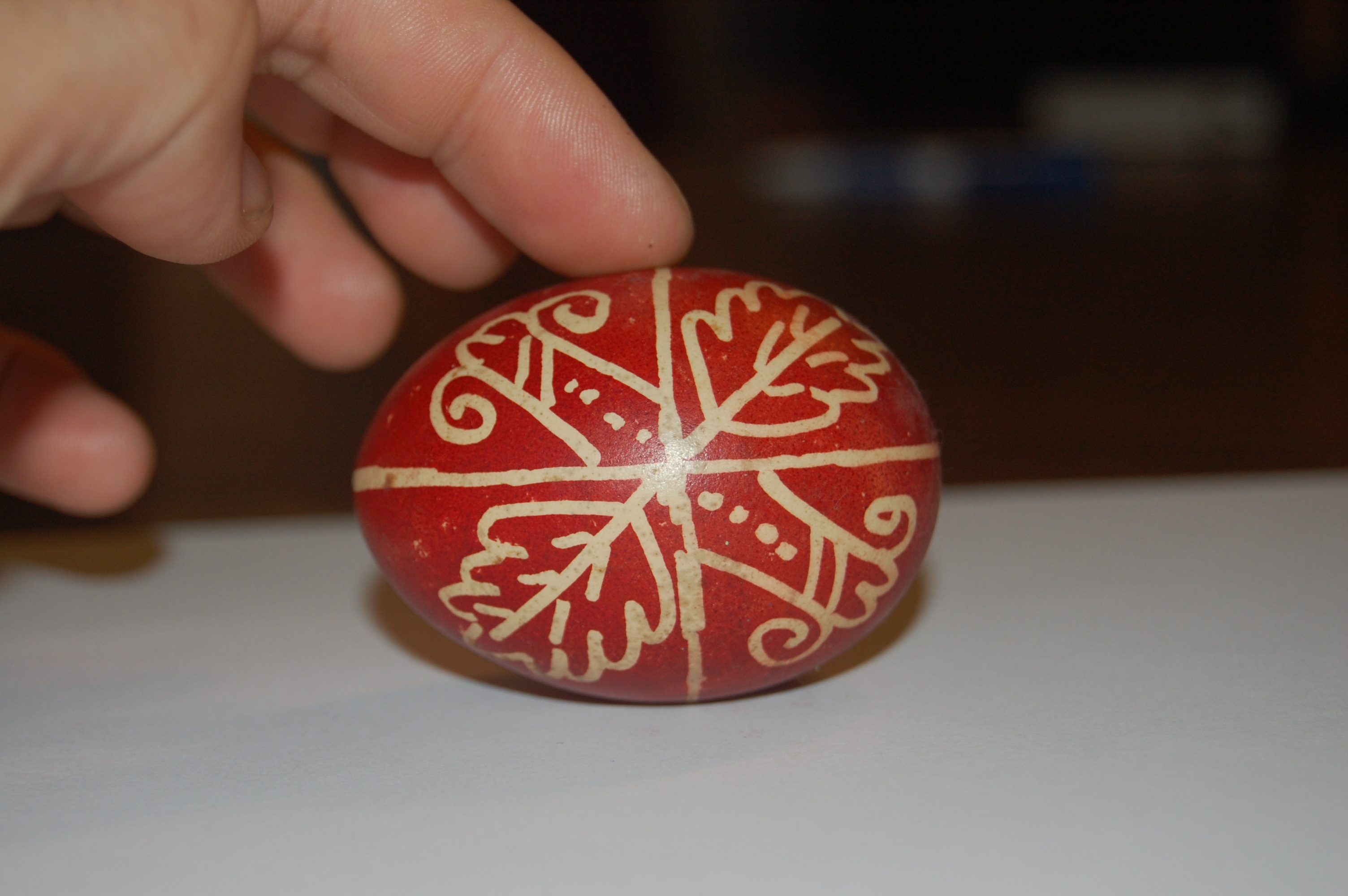
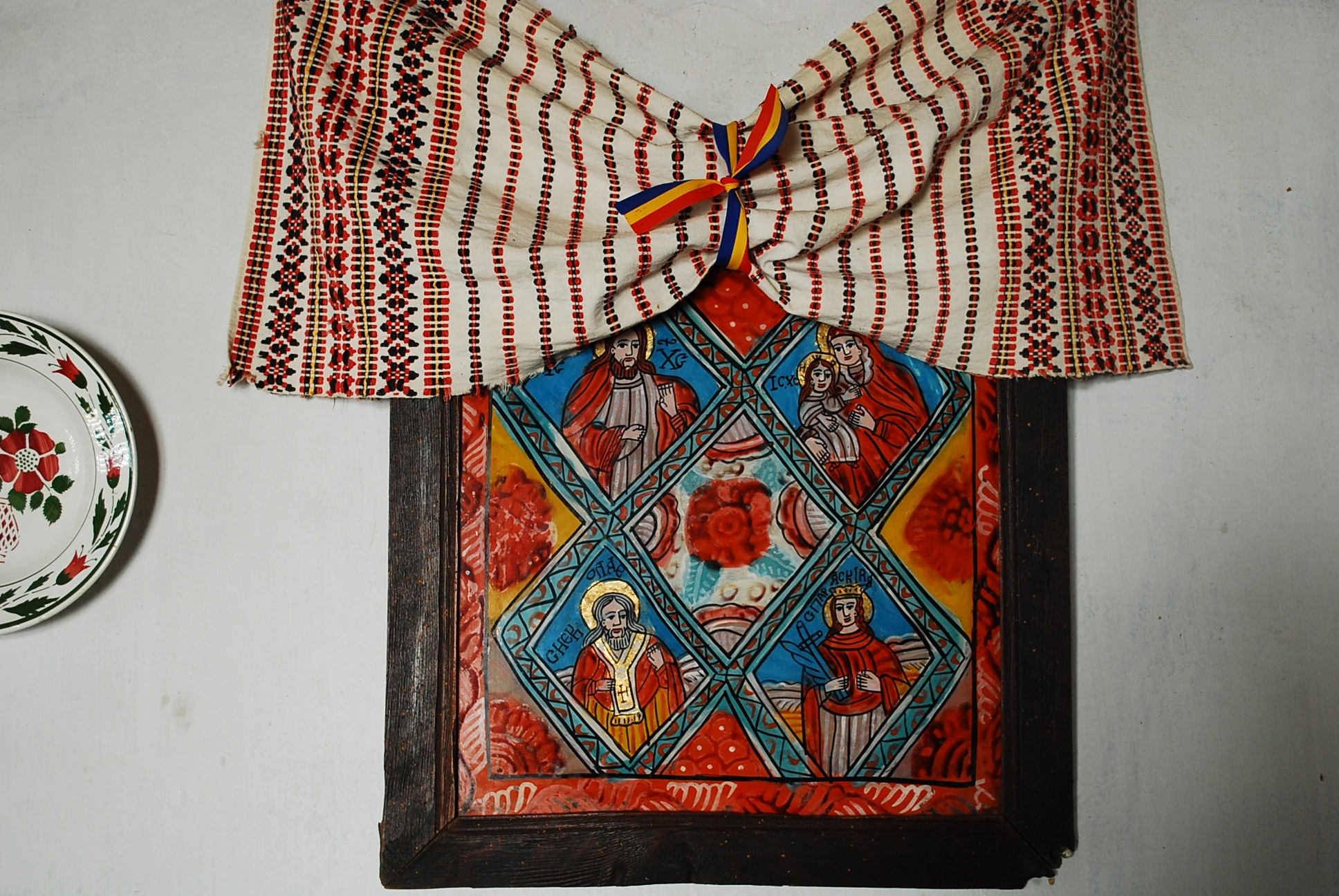
Arta traditionala: icoana pe sticla
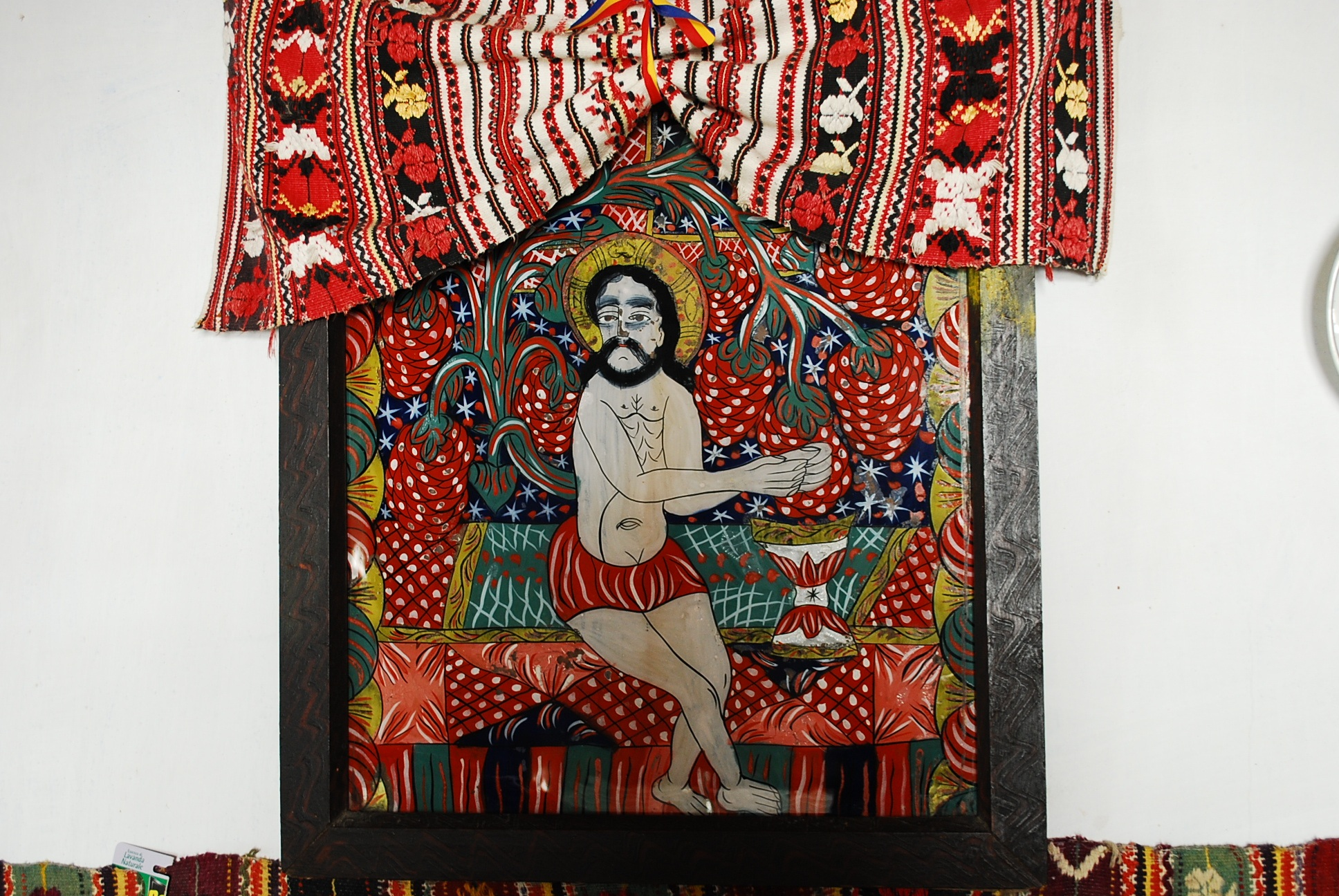
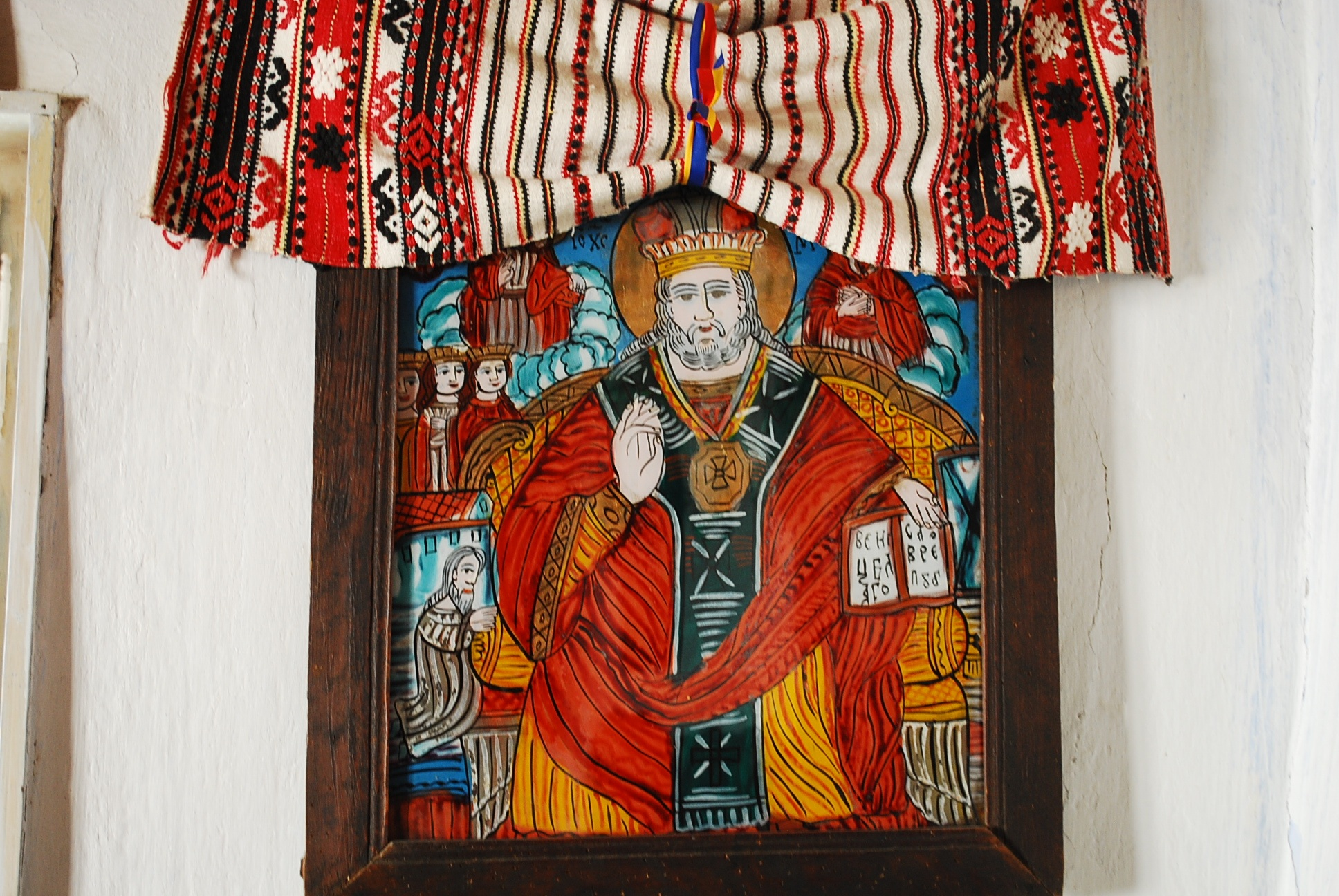
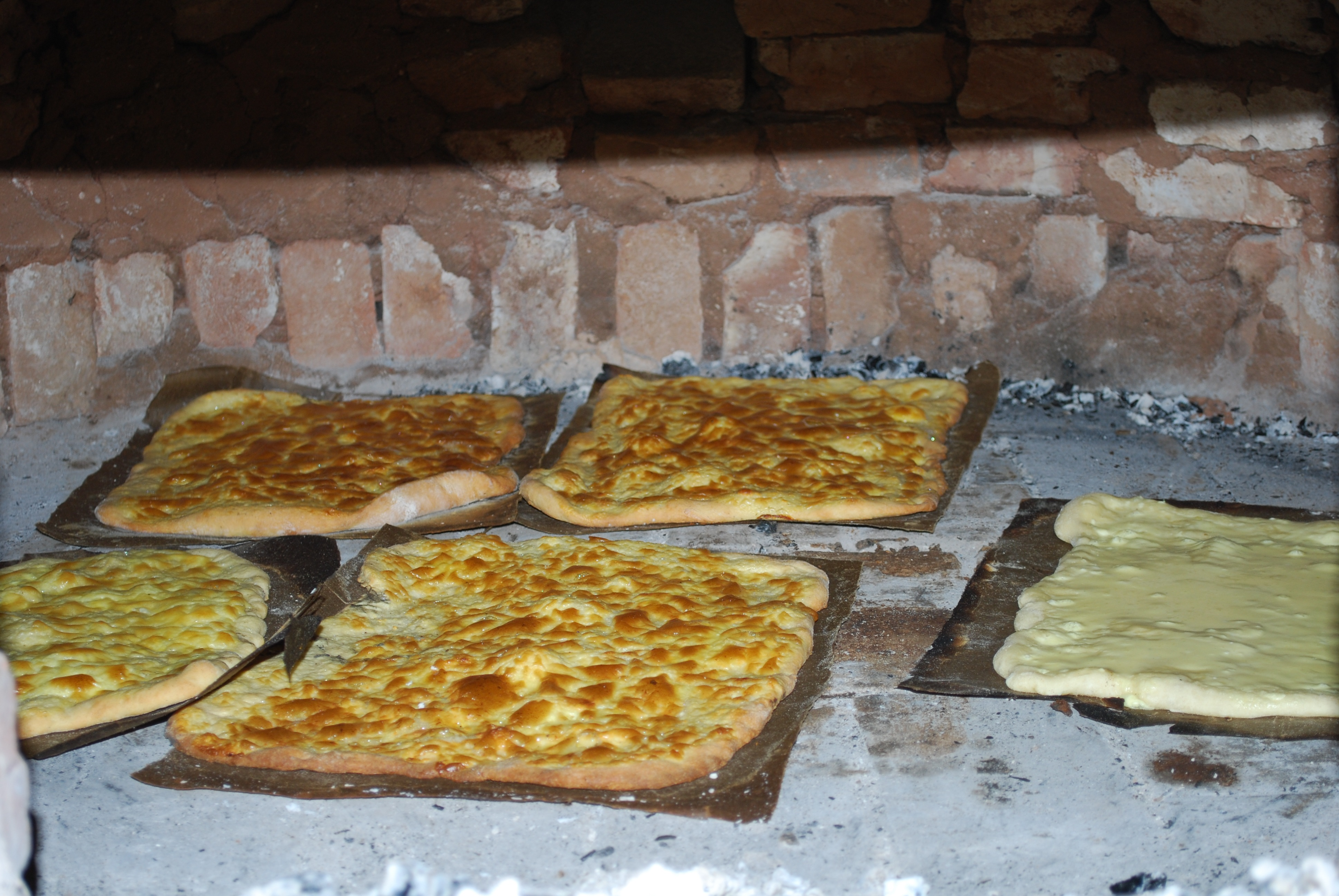
Mancare traditionala: lipiu
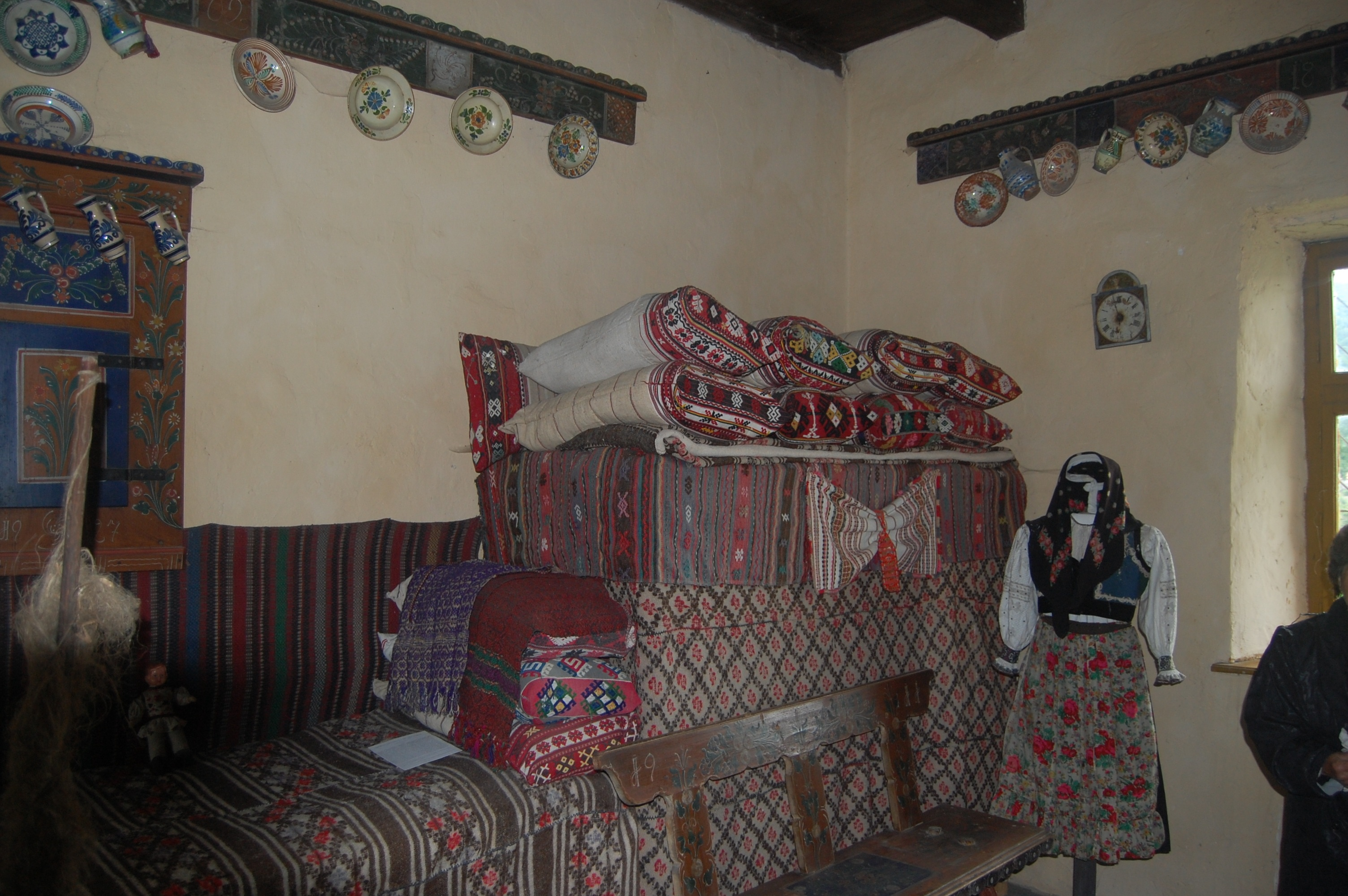
Interior muzeu

### Diverse

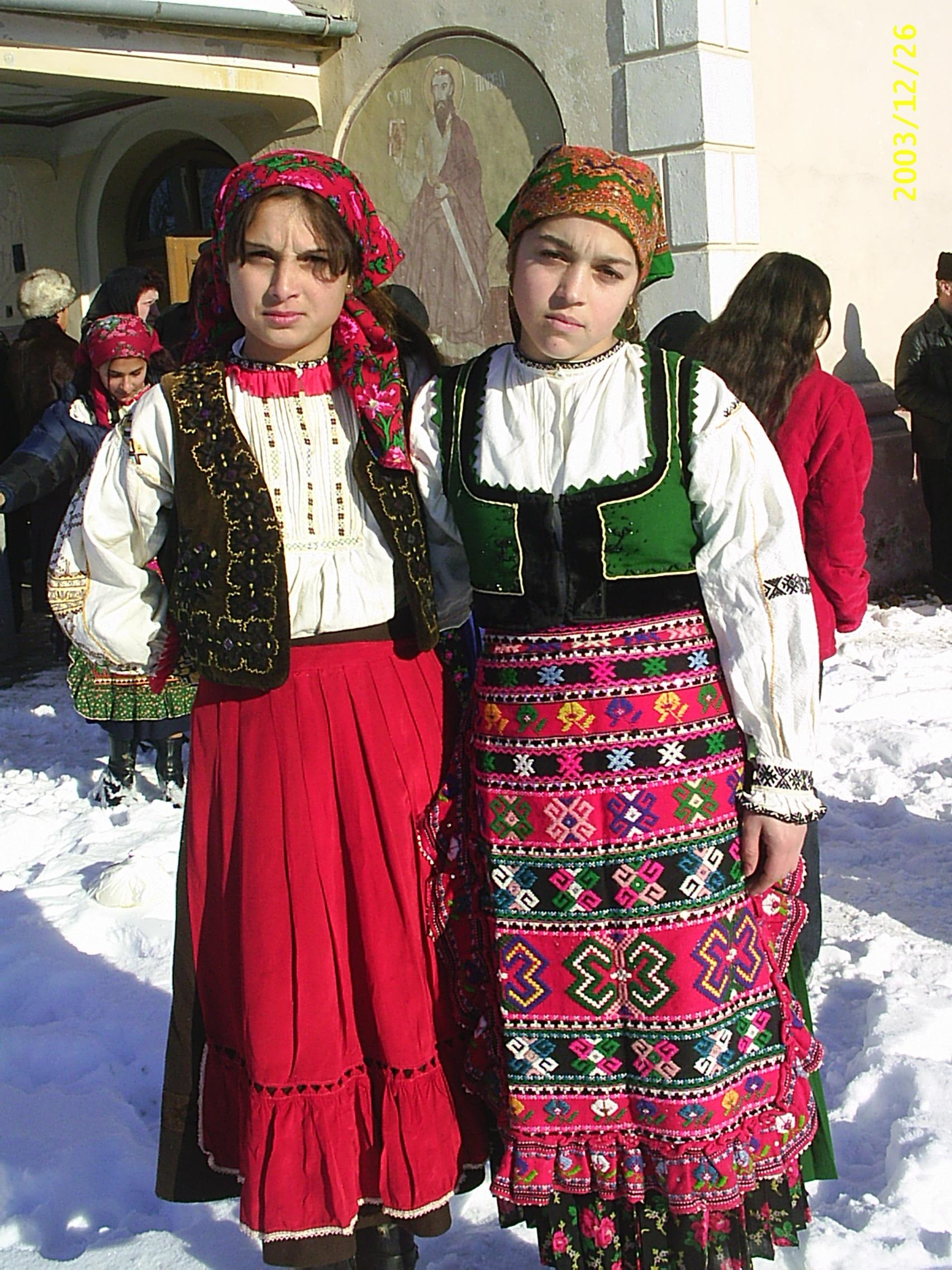
Două țigănci din Cuciulata

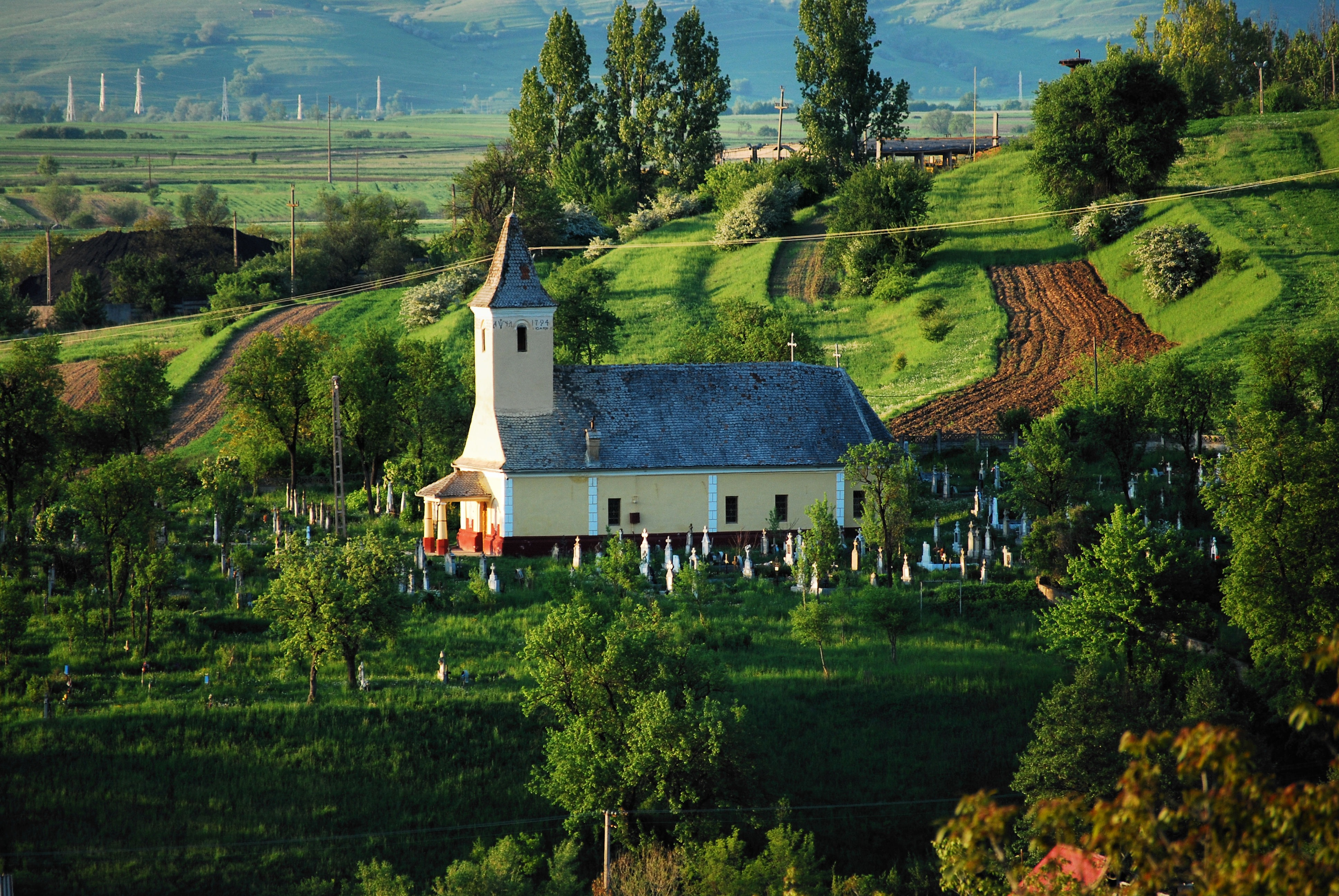
Biserica Cuvioasa Paraschiva văzută de pe Bărc
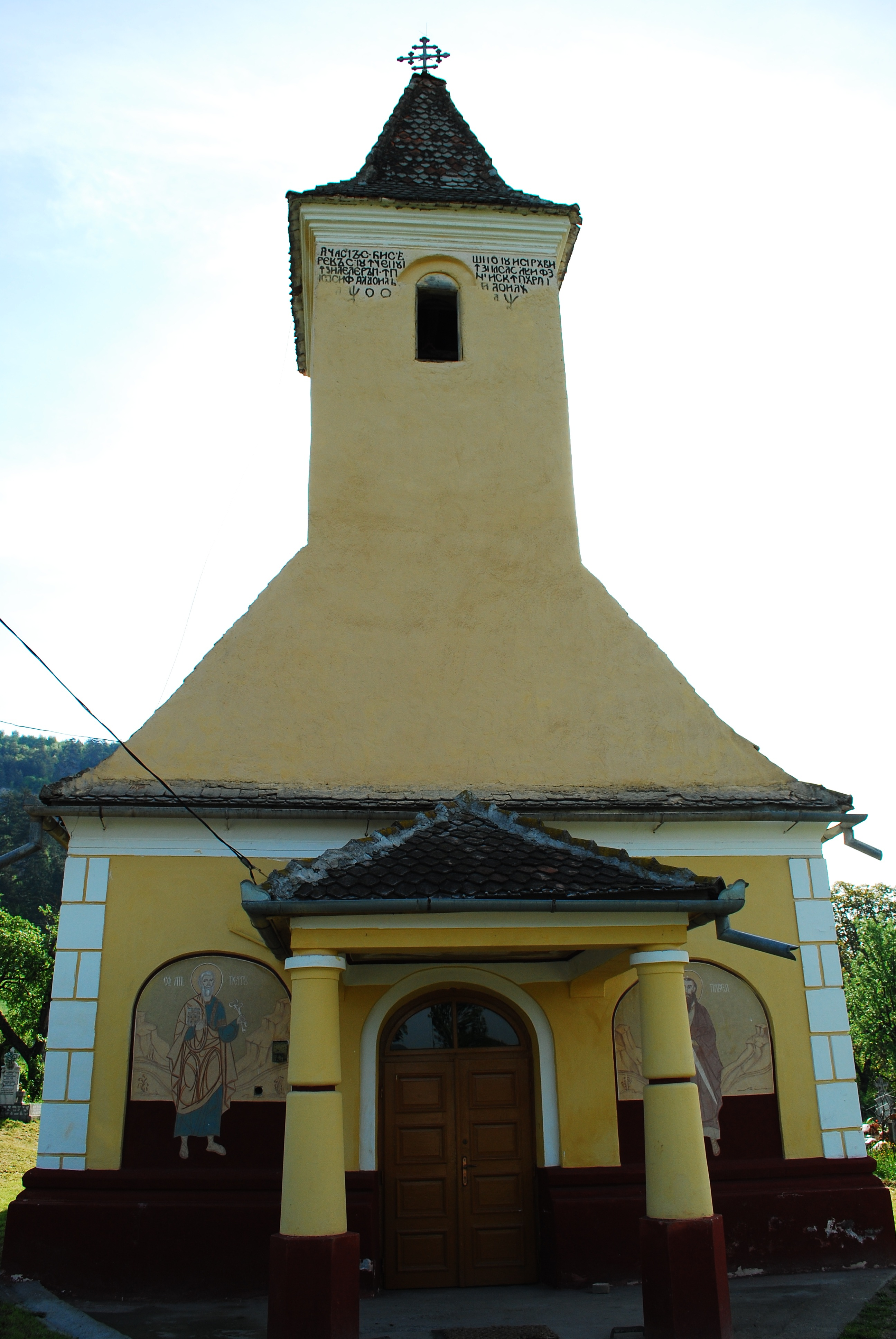
Biserica
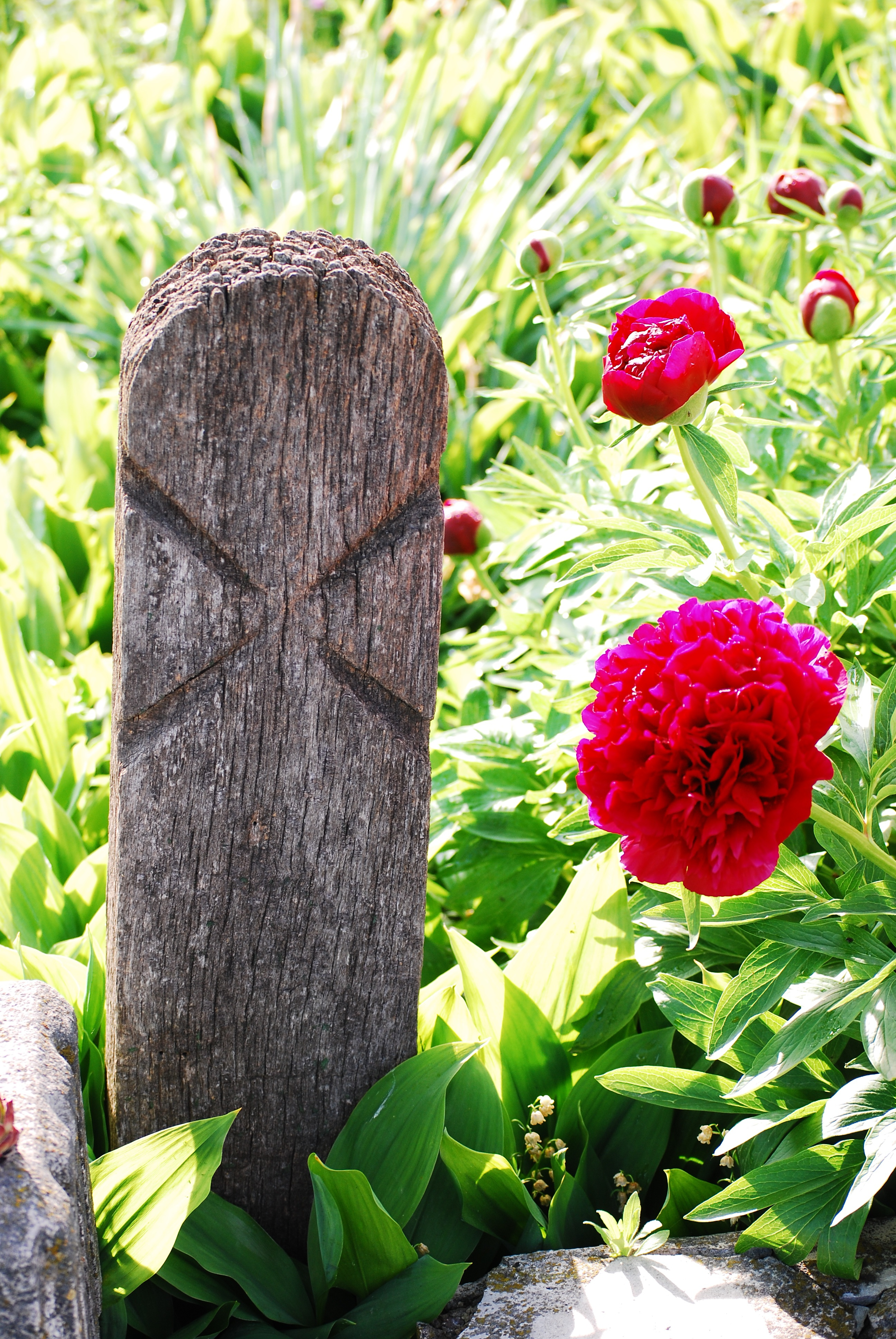
Cruce în cimitir
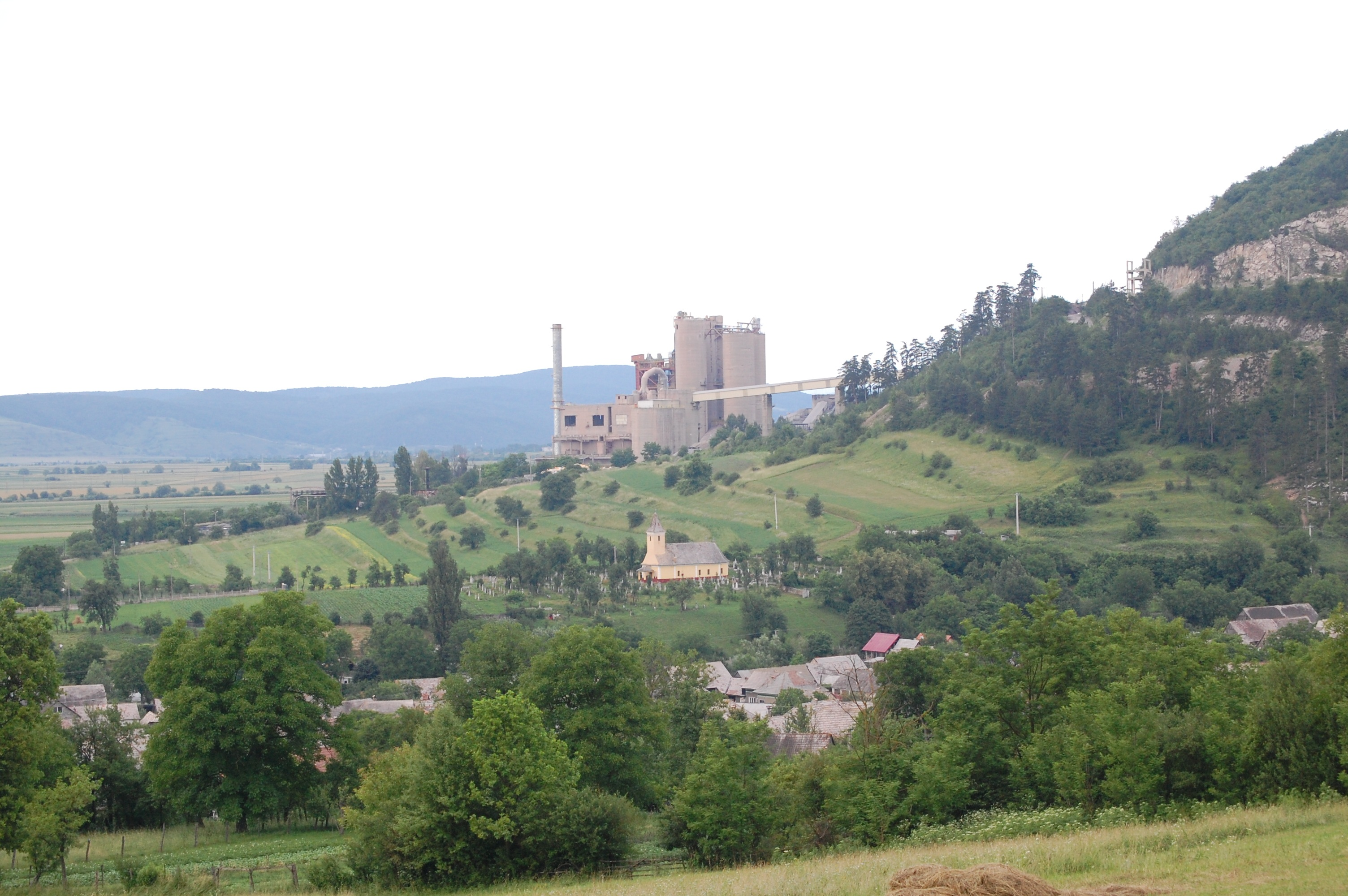
Combinatul
Răstignirea Domnului - Detaliu din pictura bisericii Cuvioasa Paraschiva
Botezul Domnului - Detaliu din pictura bisericii Cuvioasa Paraschiva
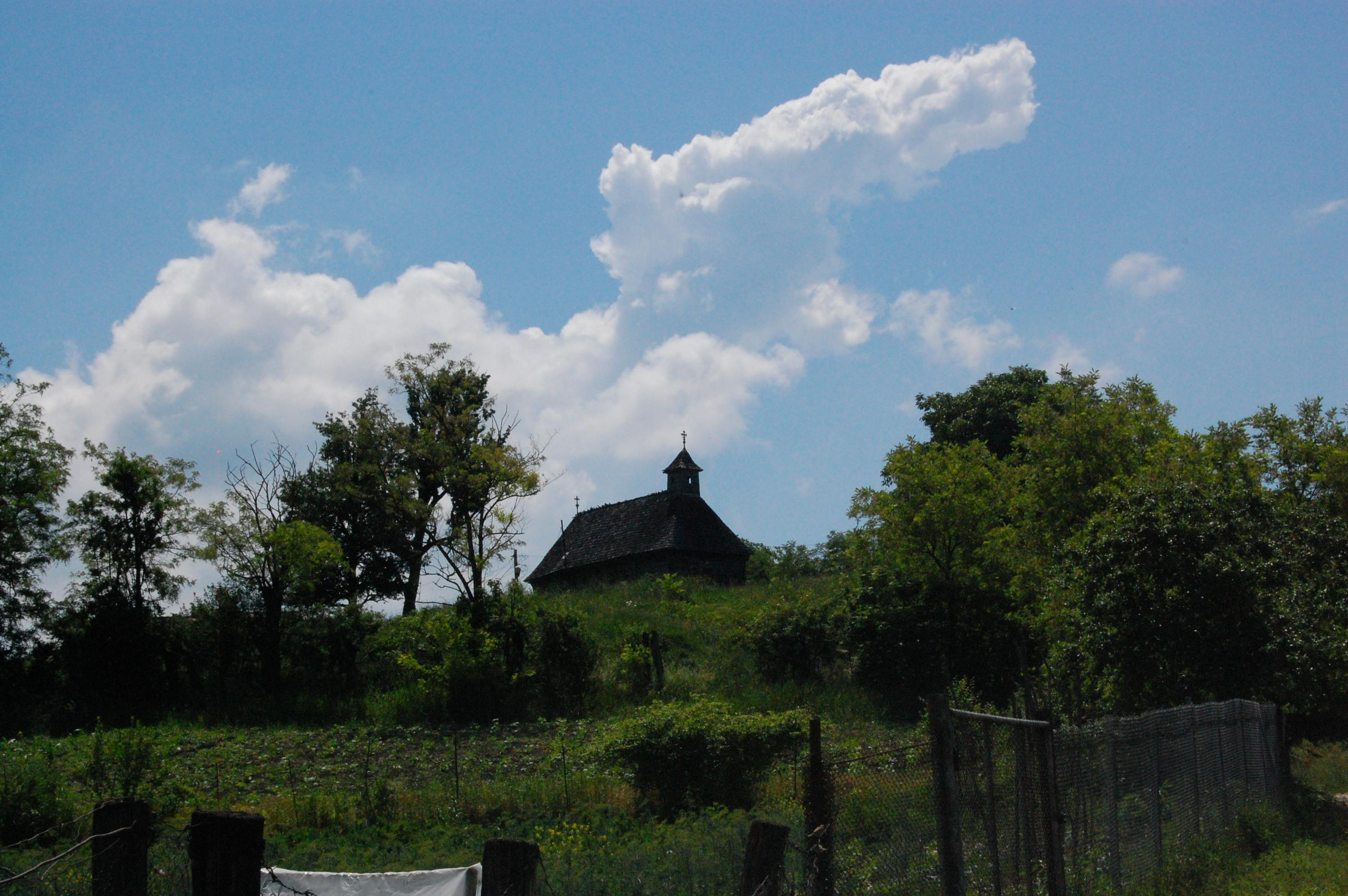
Bisericuța din lemn, veche de peste 200 ani
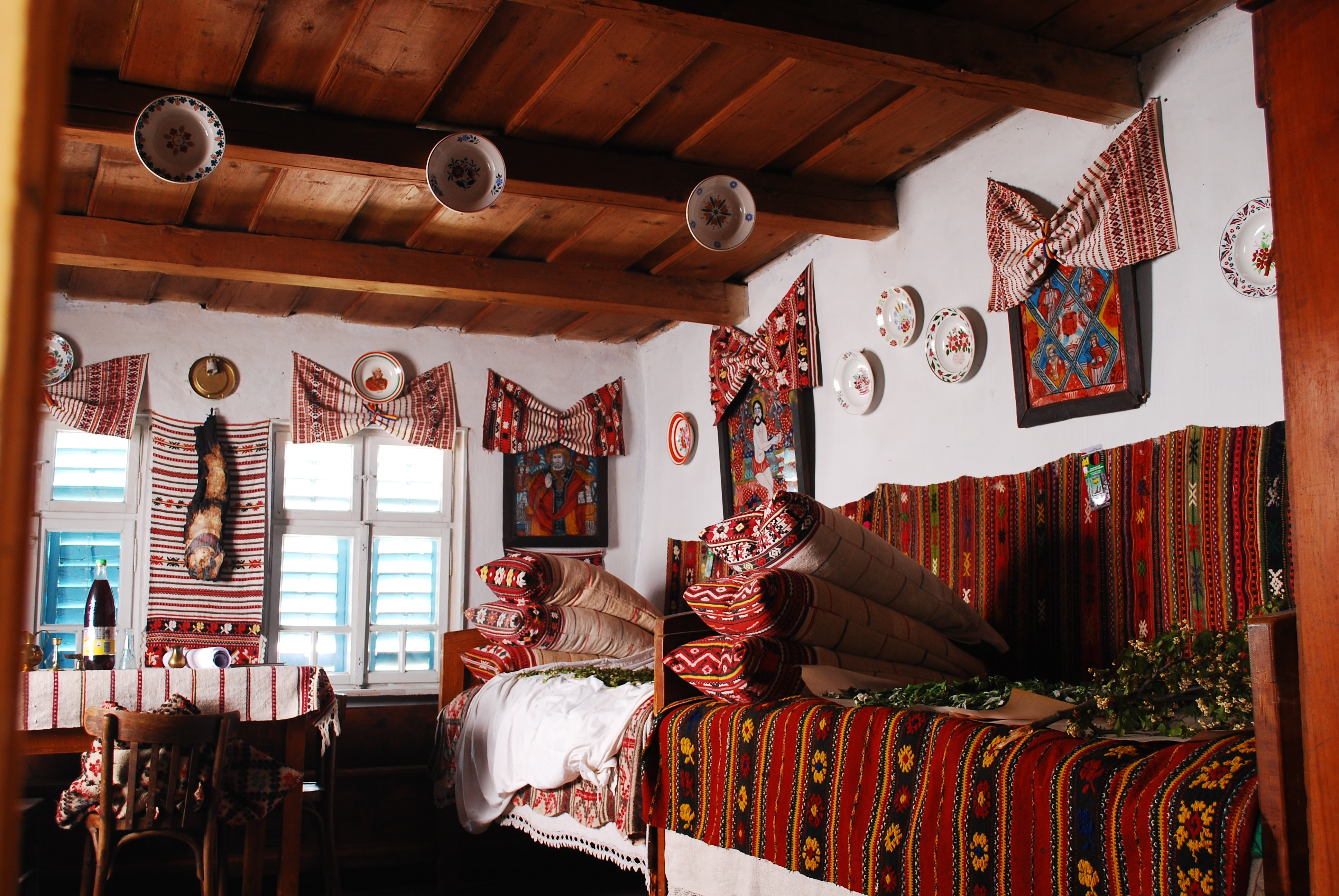
Interiorul unei case din Cuciulata
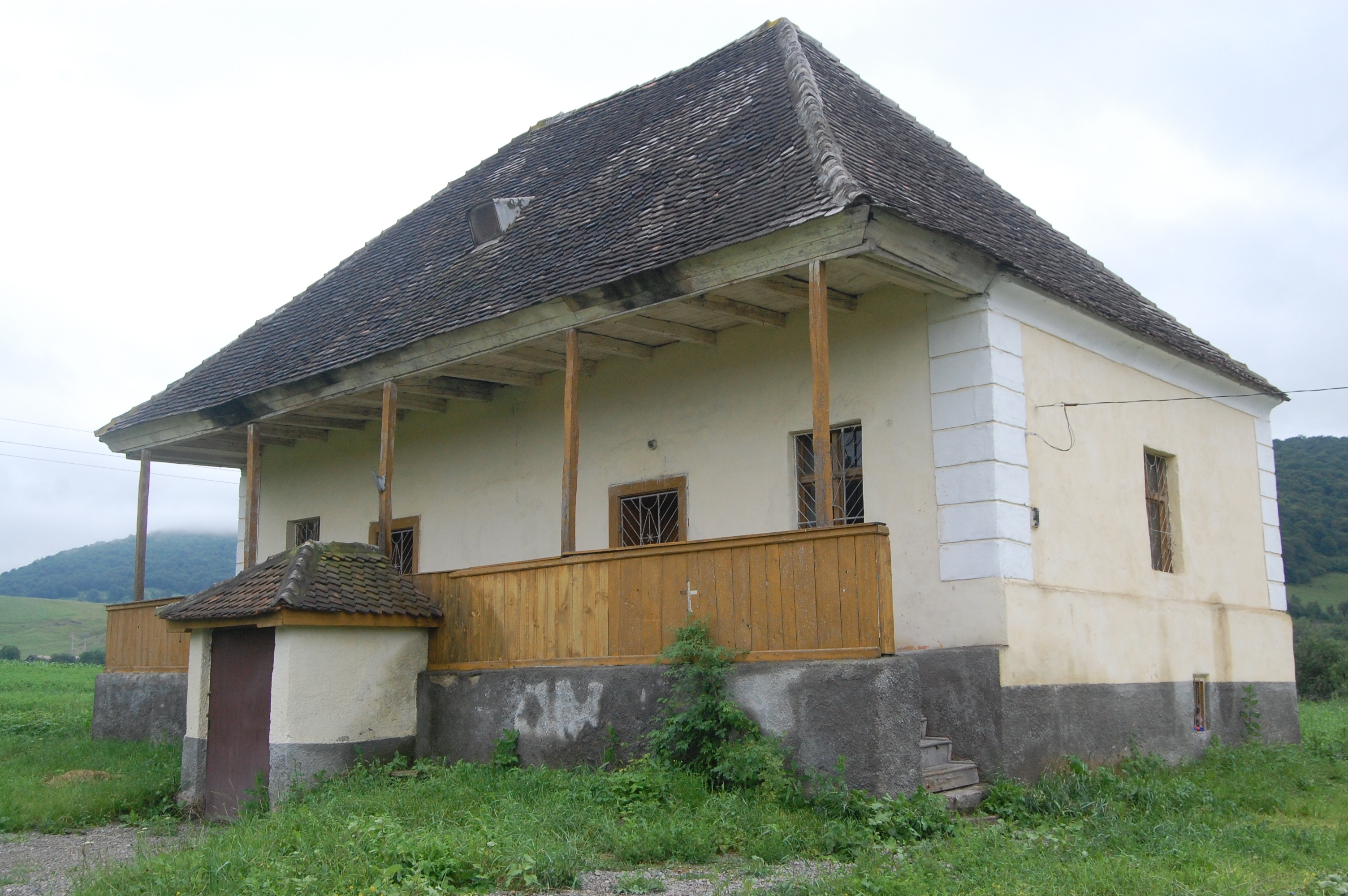
Fosta casă parohială, acum muzeu
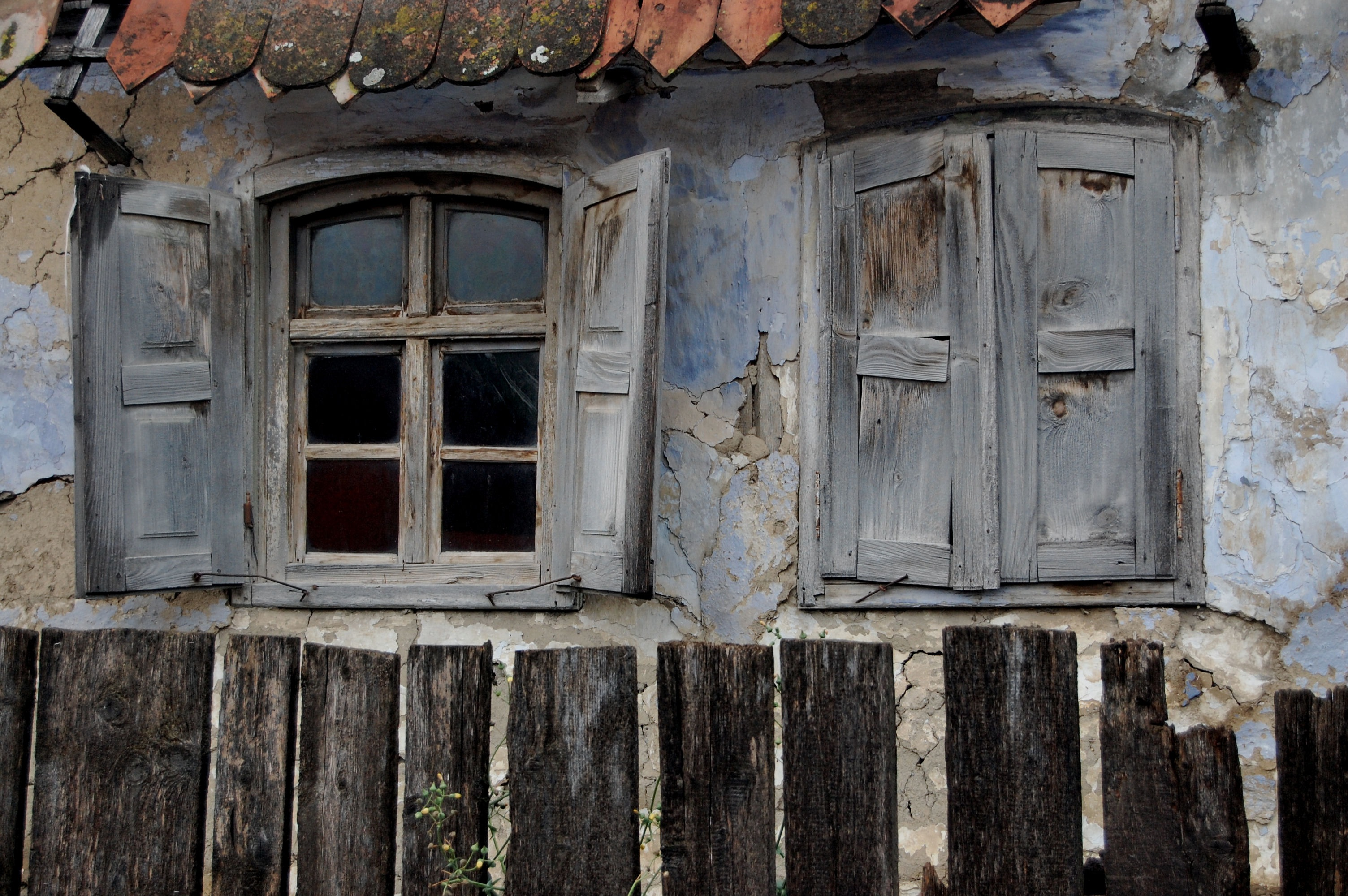
Casa veche
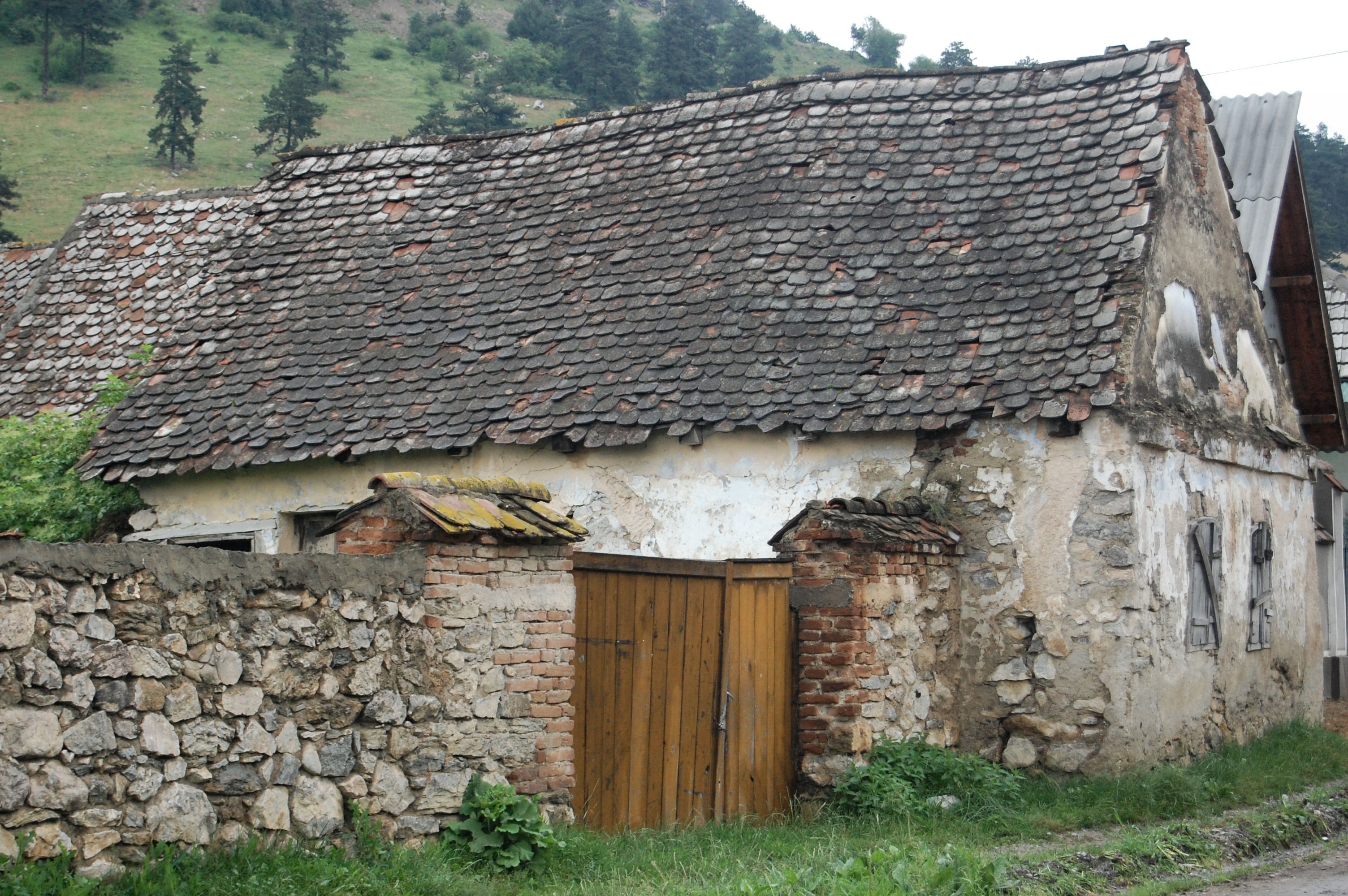
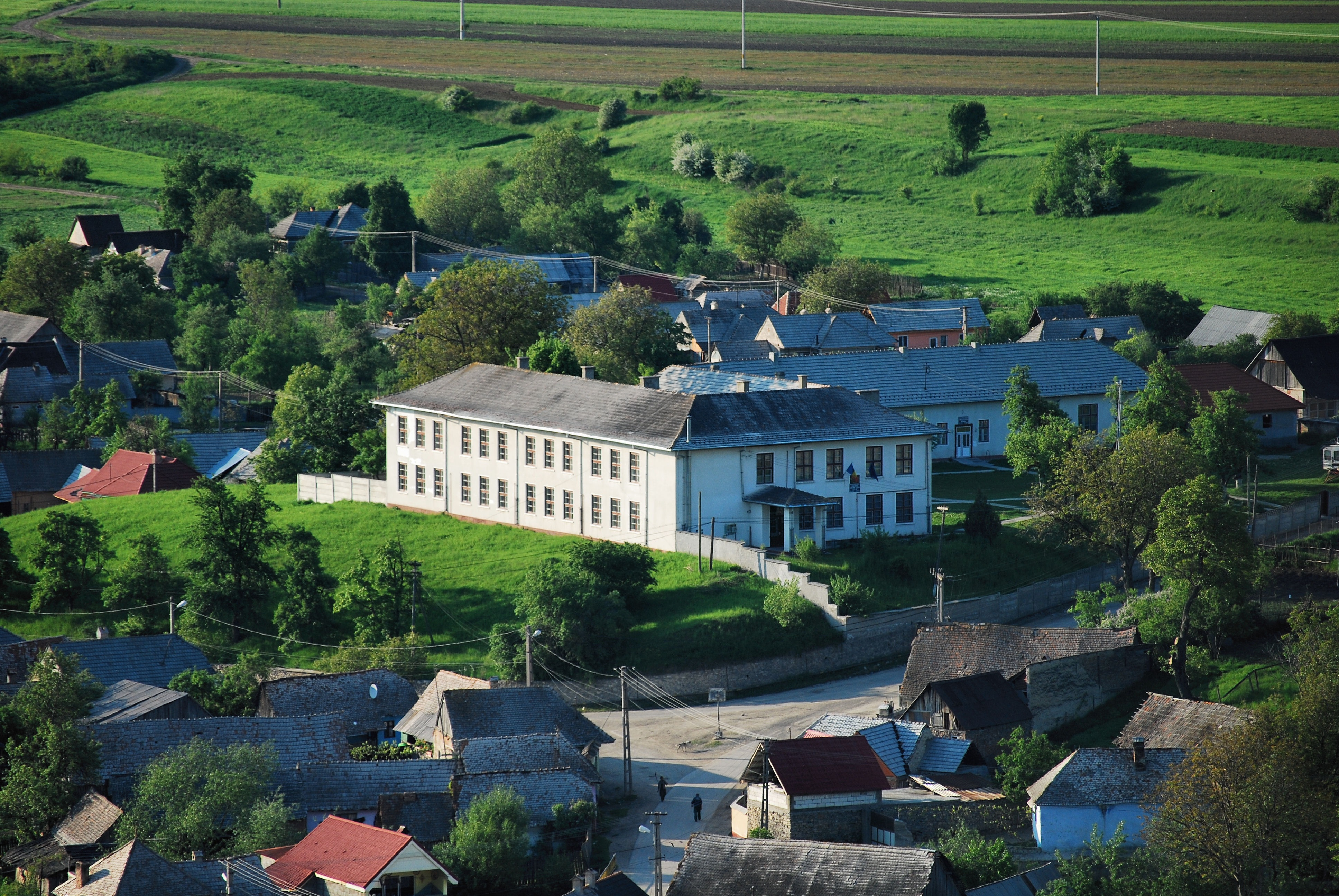
Școala generală
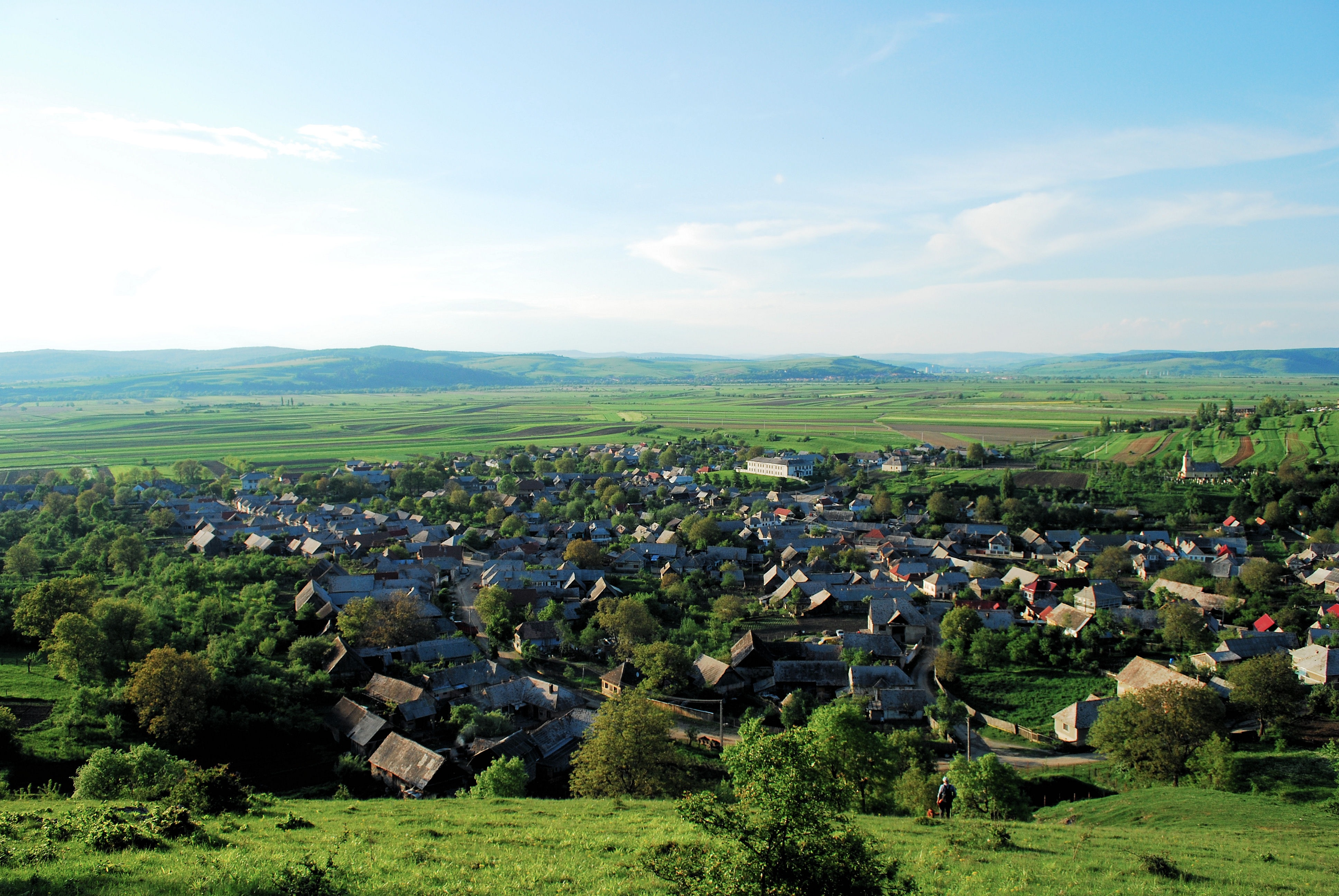
Vedere generală
Cătunul țigănesc Băieși ce ține de Cuciulata
Un țigan trecând pârâul Lupșa cu carul
Un cioban cu oile pe valea Lupși
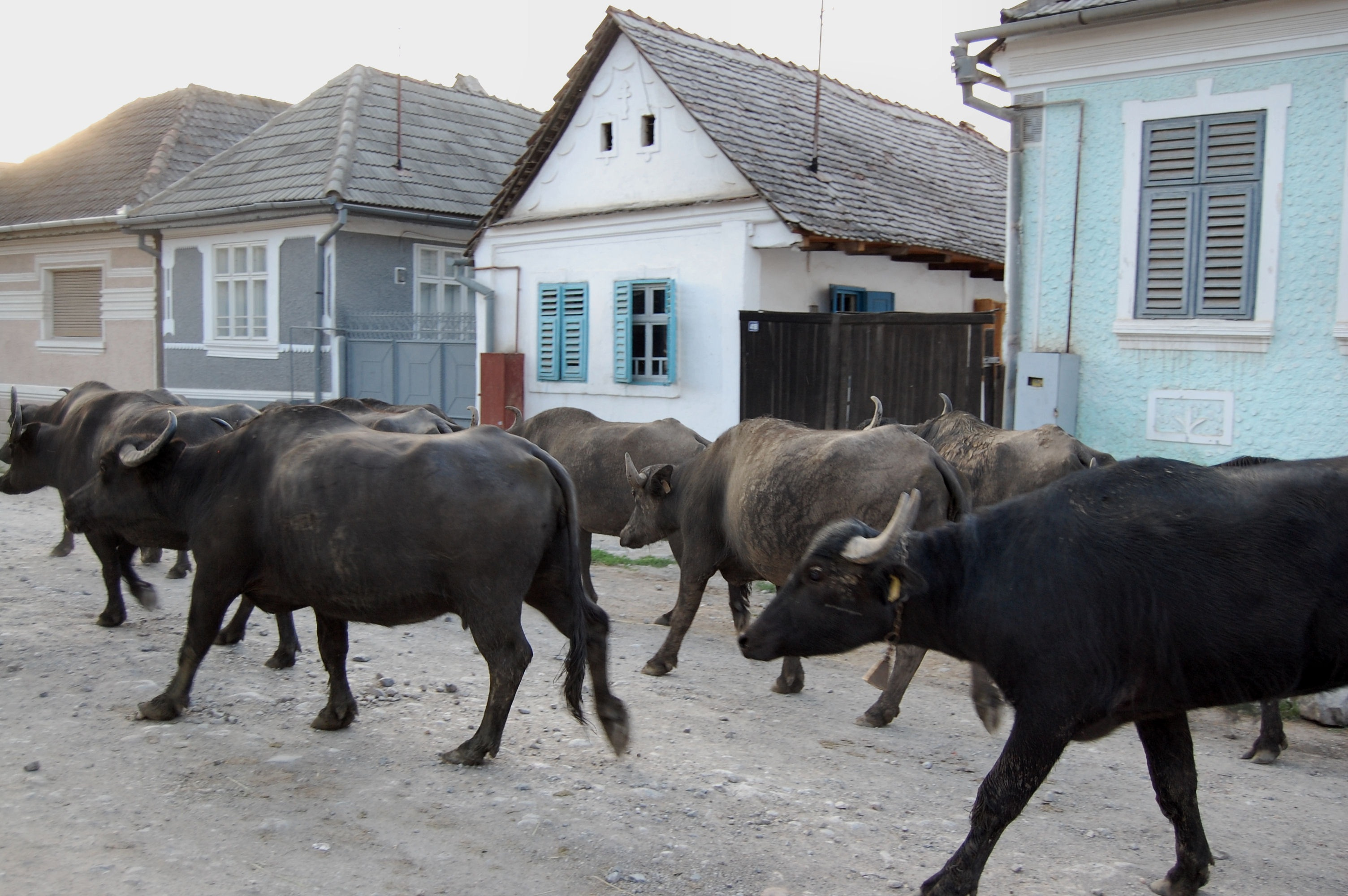
Bivoli la ciurdă
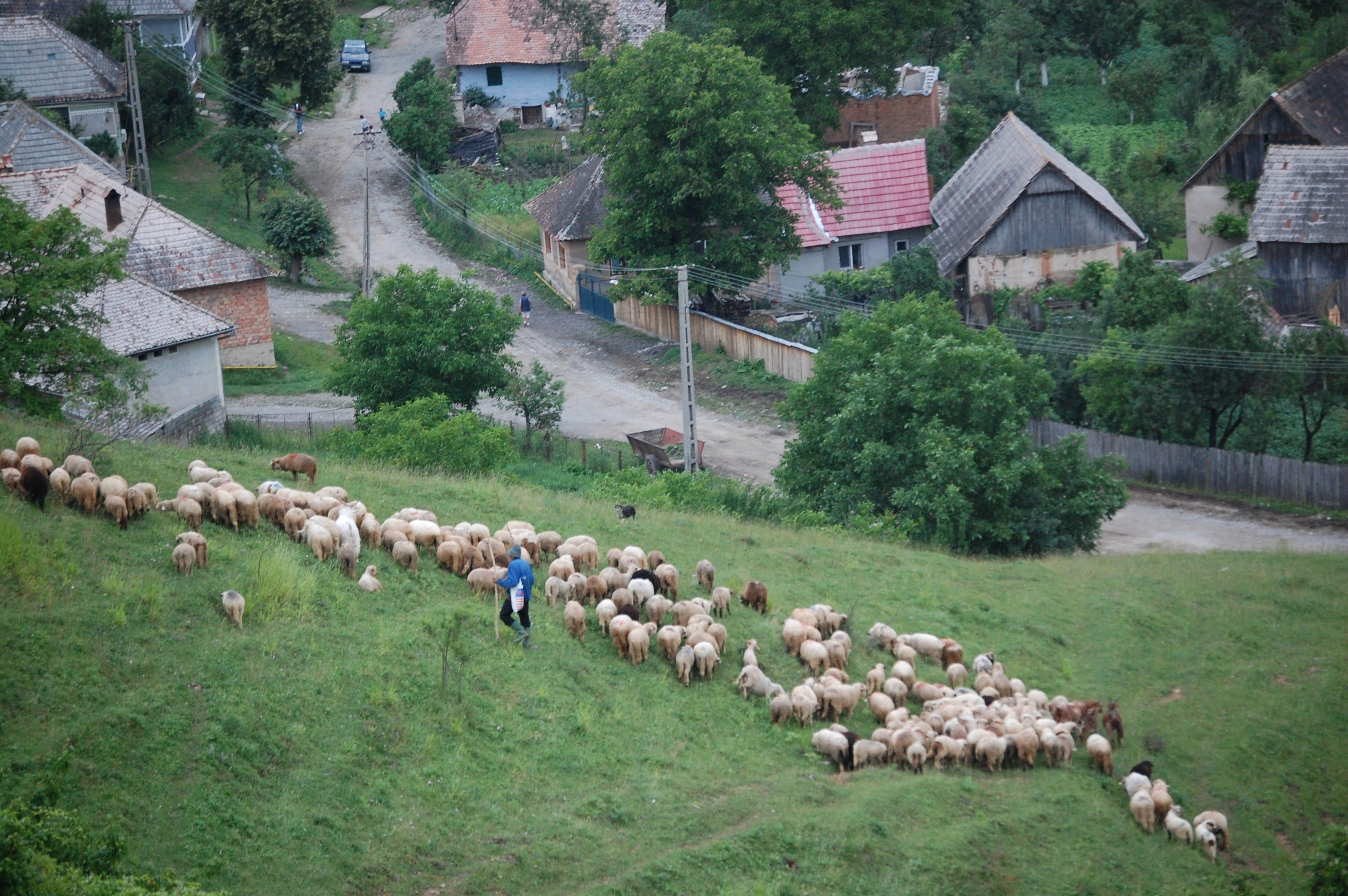
Cu oile pe Bărc
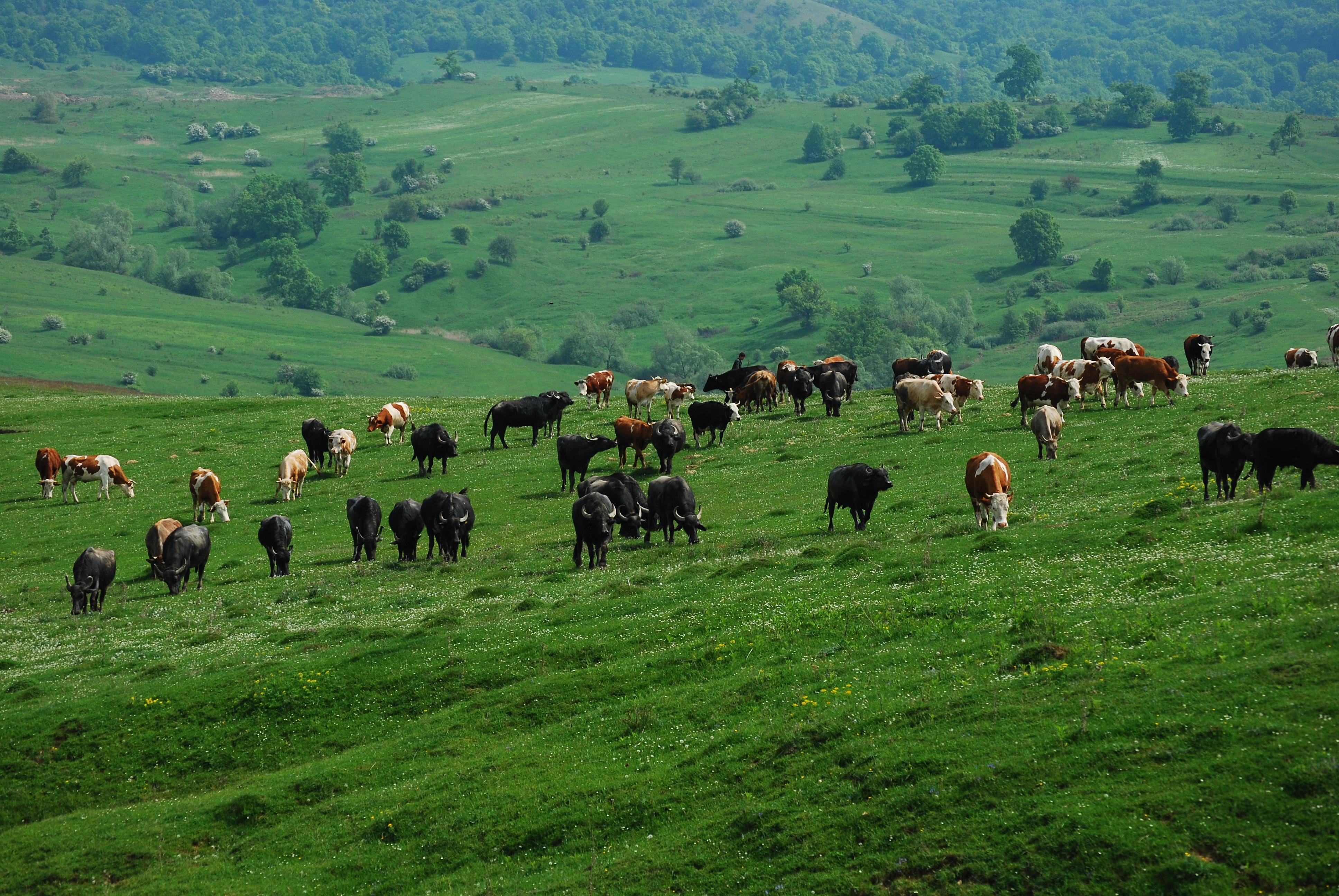
Ciurda în Poiana Popii
Copiii de la școala generală din Cuciulata organizează un spectacol
Cabana de lângă poiana Harhamului
Poiana Harhamului
Pădurea Harhamului